# 烏爾里希·普倫茨多夫
烏立希·皮倫茲杜夫（德語：Ulrich Plenzdorf，1934年10月26日—2007年8月9日）是德國著名的作家及編劇。普倫茨多夫父母都是共產黨黨員，因此一直在東德長大，後於萊比錫修讀哲學，並拿了電影學的學位，隨後進入國有德發電影公司工作。1972年，他推出《新少年維特的煩惱：少年W死亡紀事》，文體模仿了歌德的名作《少年維特的煩惱》，描寫東德的抑鬱生活，從此一炮而紅。2007年，他因病在柏林附近的一間醫院逝世。